# Ichneumon triangulator
Ichneumon triangulator är en stekelart som beskrevs av Schiodte 1839. Ichneumon triangulator ingår i släktet Ichneumon och familjen brokparasitsteklar. Inga underarter finns listade i Catalogue of Life.